# Отровна рудњача
Отровна рудњача (Agaricus xanthodermus) је врста печурака из рода Agaricus. Сродна је шампињону, али је нејестива и благо отровна.

## Станиште и сезона раста
Може се наћи у свим врстама шума, од пролећа до јесени.

## Идентификација
Шешир је пречника 8-15 cm. U почетку је лоптасто звонаст, затим се отвори али остаје и даље полулоптаст. Веле је боје са радијално постављеним влакнима која из центра иди ка ободу и имају јаку тенденцију да на додир постану хромасtо жуте боје, која никада не прелази у смеђу. Листићи су у младости изразито ружичасти, затим постају чоколадни и на крају црни. 
Дршка печурке је витка, дугачка до 15цм, беле боје и задебљана у основи. На додир дршка хромасто пожути. Она носи и опнаст бели прстен, који се као сукњица спушта низ дршку.
Месо печурке је компактно, непријатног мириса на мастило, јодоформ, хлор и нагорелу гуму, лизол. На додир и на пресеку, а нарочито у задебљаној основи дршке, месо добија хром жуту боју. Мирис понекад није сувише изражен, али термичком обрадом се снажно испољава. 
Споре у маси су чоколадно смеђе.

## Употребљивост
Печурка је благо отровна. Честим конзумирањем долази до акумулирања токсина у јетри и бубрезима, што временом изазива поремећај рада тих органа.

### Употреба у кулинарству
Довољно необавештени и неопрезни сакупљачи гљива поистовећују је са јестивим шампињонима, зато што на први поглед веома личе. Занемарују хромасто жуту боју у корену дршке па и непријатан мирис током кувања, јер се он ублажи са зачинским додацима. Конзумирање ове печурке свакако не изазива тренутно фатални исход, али је препорука никако је не конзумирати.